# Air (musikgrupp)
Air (backronym: Amour, Imagination, Rêve) är en fransk musikgrupp bildad 1995 bestående av Nicolas Godin och Jean-Benoît Dunckel. Duon kombinerar modern elektronisk synthpop, med influenser från 60-talspop såväl som 80-talssynth och musik fram till idag. Karakteriserande för Airs musik är dess moderna, mjuka och lugna sound.
Duon slog igenom med albumet Moon Safari 1998. Hitsinglarna "Sexy Boy" och "Kelly Watch the Stars" återfinns på detta album. 2004 hade Air en hit med singeln "Cherry Blossom Girl".

## Diskografi

### Studioalbum
- 1998 – Moon Safari
- 2000 – The Virgin Suicides (soundtrack till filmen Virgin Suicides)
- 2001 – 10 000 Hz Legend
- 2003 – City Reading
- 2004 – Talkie Walkie
- 2007 – Pocket Symphony
- 2009 – Love 2
- 2012 – Le voyage dans la lune

### EP
- 1997 – Premiers Symptômes

### Remixalbum
- 2002 – Everybody Hertz (remixalbum)